# Alexander Ferdinand von Lilien
Alexander Ferdinand von Lilien (* 14. Juli 1742 in Nürnberg; † 13. Oktober 1818 in Regensburg) war ein Generalintendant der Reichs- und Niederländischen Posten.

## Leben
Von Lilien war der älteste Sohn des Franz Michael Florenz von Lilien und dessen Ehefrau Christine Ludovika von Schack. Begünstigt durch die hohe Stellung seines Vaters, der zu dieser Zeit die Interessen des Fürsten Von Thurn und Taxis am Kaiserhof in Wien vertrat, erhielt er schon als Jugendlicher die Anwartschaft auf das Ober-Postamt Maaseik. Später wurde er hier Postmeister und schließlich Ober-Postamtsdirektor. Der Besitz dieses Ober-Postamtes ging einher mit einer besonderen Macht- und Vertrauensstellung in der Thurn- und Taxischen Post. Nach dem Tod seines Vaters wurde ihm 1776 vom Kaiser der Titel des Generalintendanten der Reichs- und Niederländischen Posten verliehen. Neben diesem Titel war von Lilien auch noch Bayrischer Kämmerer und Thurn und Taxischer Geheimer Rat. Er führte im Auftrag des Fürsten von Thurn und Taxis sowie des Erbprinzen wichtige Verhandlungen mit Europas regierenden Häusern. Später wurde er auch mit der Lösung persönlichster Probleme der Mitglieder des Hauses Thurn und Taxis betraut.
Wie von Lilien schriftlich hinterließ, nahm er 1787 aus unabweisbaren Gründen seinen Abschied vom Amt des Generalintendanten, blieb aber Ober-Postamtsdirektor und engster Berater des Fürsten Carl Anselm. Während der Wirren der Französischen Revolution und der Napoleonischen Kriege gelang es ihm, die schlimmsten Folgen für die kaiserliche Post abzuwenden. Unter großen Vermögensverlusten musste er nach Essen übersiedeln, hier richtete er sein Oberpostamt ein, das er 1802 nach Düsseldorf verlegte. Von dort aus handelte er bis Sommer 1806 sog. Postkonventionen des Hauses Thurn und Taxis mit neu gegründeten weltlichen Fürstentümern rechts des Rheins aus. Diese Fürstentümer waren nach dem Untergang vormaliger Herrschaftsgebiete durch französische Annexionen links des Rheins entstanden. Oder auch durch Inkrafttreten des Reichsdeputationshauptschlusses von 1802/03 aus säkularisierten geistlichen Territorien hervorgegangen. Als Beispiel handelte er im Mai 1803 mit dem Herzogtum Arenberg, das die Herrschaftsnachfolge im ehemals kurkölnischen Vest Recklinghausen angetreten hatte. Im Sommer 1806 kam es zur Gründung des Rheinbundes und der Auflösung des Hl. Römischen Reiches Deutscher Nation.

### Privates
Von Lilien heiratete am 20. September 1769 in Regensburg Klara Gräfin von Ligneville aus Lothringen. Aus dieser Ehe gingen vier Töchter hervor. Aus seiner zweiten Ehe stammt der einzige Sohn, Karl Wilhelm Freiherr von Lilien. Von Lilien starb, durch Vermögensverluste und den anhaltenden Kampf um ihm zustehende Pensionen, verbittert und vereinsamt. Sein Regensburger Wohnsitz, das Neue Deutsche Haus in der Marschallstraße am Ägidienplatz, wurde in der Folge Stammsitz der Bleistiftfabrik Rehbach.